# Airén
L'airén B est un cépage d’Espagne à raisin blanc, de cuve et parfois de table.

## Origine et répartition géographique
L'airén, d’origine espagnole, est le cépage prédominant en Espagne, où il représente près de 30 % du vignoble. Au début des années 1980, la superficie plantée en airén était encore de 476 300 hectares. Actuellement[Quand ?], la superficie est en régression passant de 389 819 ha en 1989 à 338 635 ha en 2001. Cela est dû à de faibles densités de plantation variant de 1 200 à 1 600 pieds par hectare dans les régions de La Mancha et Valdepeñas contre, par exemple, des densités de 5 000 à 10 000 pieds par hectare dans le Bordelais.
L'airén est déjà mentionné en 1615 dans l’œuvre Agricultura General de Gabriel Alonso de Herrera.

## Caractères ampélographiques
- extrémité du jeune rameau est cotonneux blanc à pointe rosée
- jeunes feuilles duveteuses, jaunâtres
- feuilles adultes, à 5 lobes à sinus latéraux étroits, un sinus pétiolaire en lyre, des dents ogivales, moyennes, un limbe duveteux-pubescent

## Aptitudes culturales
La maturité est de troisième époque : 25 jours après le chasselas.

## Potentiel technologique

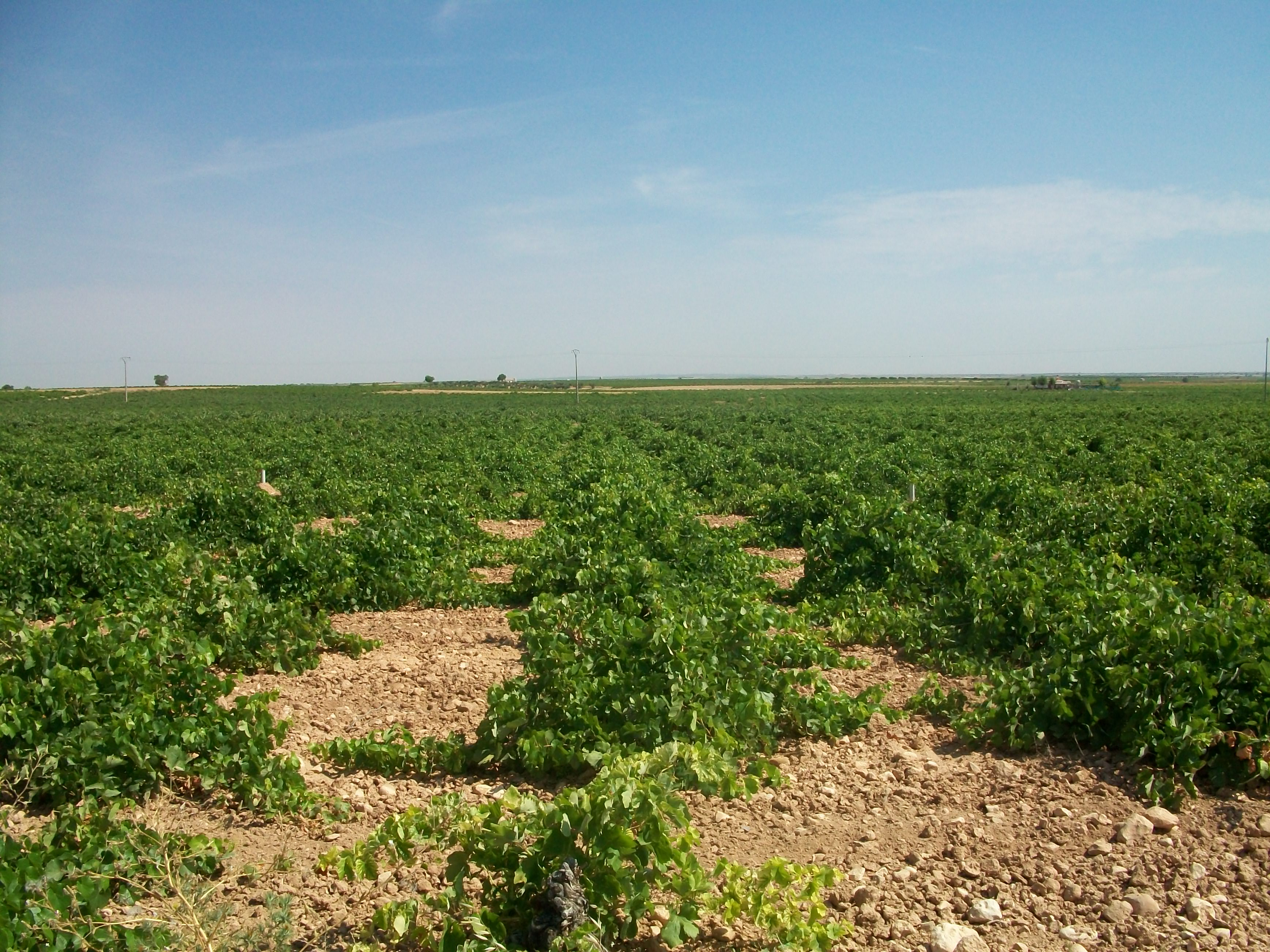
Vigne d'airén taillée en gobelet à faible densité

Les grappes sont très grandes (pouvant peser jusqu'à 1 kg) et les baies sont de taille grande. La grappe est tronconique, lâche, avec 2 - 3 ailerons secondaires. La pulpe des baies est juteuse. L’airén supporte bien les étés sec et torrides. Les rendements sont faibles.
Une bonne partie du vin blanc est distillée pour produire le brandy espagnol et correspond ainsi à l’Ugni blanc en France. Avec des technologies modernes de vinification comme la thermorégulation, on obtient des vins agréables et frais.
En vin rouge, il est vinifié en assemblage avec le tempranillo.

## Synonymes
L’airén est aussi connu sous les noms de aidé, aiden, forcallada, forcallat, forcallat blanco, forcellat bianca, forcayat, laeren del Rey, layren, manchega, mantuo Laeren, Valdepeñera blanca, Valdepeñero, uva airén.

## Sources